# Johannseniet

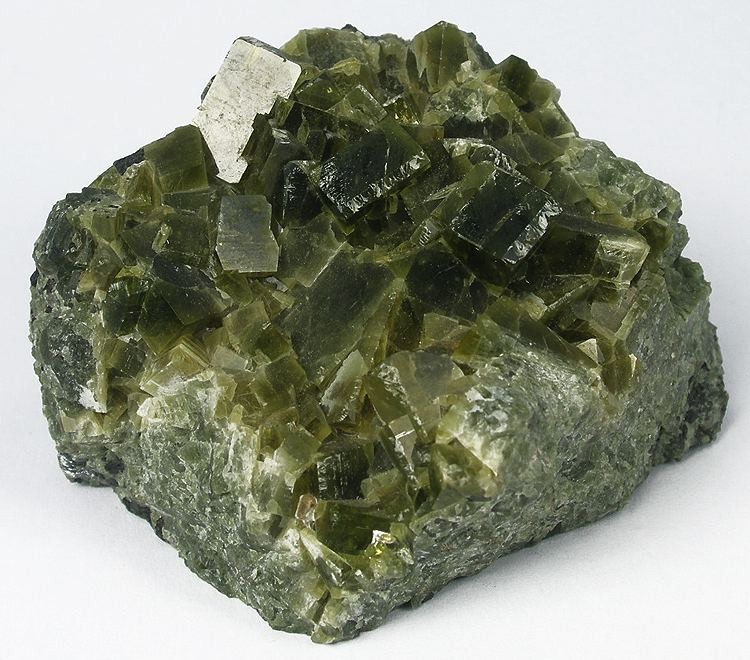

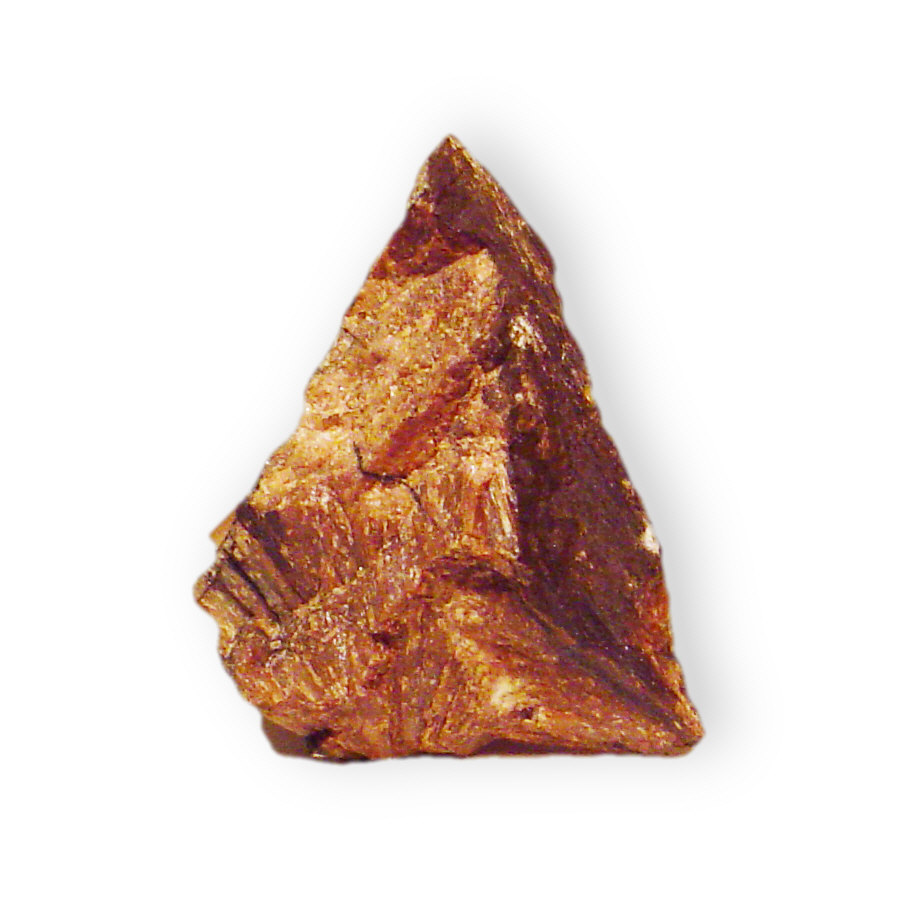

Het mineraal johannseniet is een calcium-mangaan-inosilicaat, een verbinding van twee inosilicaationen met calcium en mangaan met molecuulformule CaMn2+Si2O6. Het is een inosilicaat en een pyroxeen. Het mineraal is naar A Johannsen genoemd van de universiteit van Chicago. Het is doorschijnend tot opaak grijs tot groen of bruin, heeft een groengrijze streepkleur en een glasglans. Het heeft een monoklien kristalstelsel en de splijting is goed volgens kristalvlak [110]. De massadichtheid is 3,56 kg/l, de hardheid is 6 en het mineraal is niet radioactief. Johannseniet is een pyroxeen dat vooral in metasomatisch gesteente voorkomt, gesteente dat alleen onder invloed van vloeistoffen wordt gemetamorfoseerd, niet door smelten. De typelocatie is de Empire Zinc Company mijn vlak bij Hanover, Grant County, New Mexico, Verenigde Staten.